# Alton (Iowa)
Pour les articles homonymes, voir Alton.
Alton est une ville du comté de Sioux, en Iowa, aux États-Unis. Elle est fondée en 1875 et incorporée le 8 mars 1883. La ville s'appelait au départ, East Orange : elle est rebaptisée Alton en 1882.

## Source de la traduction
- (en) Cet article est partiellement ou en totalité issu de l’article de Wikipédia en anglais intitulé « Alton, Iowa » (voir la liste des auteurs).